# クリスティアーノ・ザネッティ
クリスティアーノ・ザネッティ（Cristiano Zanetti, 1977年4月19日 - ）は、イタリア・トスカーナ州カッラーラ出身の元イタリア代表の元サッカー選手、現サッカー指導者。選手時代のポジションはミッドフィールダー（守備的MF、センターハーフ）。

## 経歴
2001年にASローマでセリエA優勝を経験すると、翌シーズンからインテルに復帰。加入当初こそレギュラーポジションを確保していたが、2004年にエステバン・カンビアッソが加入すると出場機会が減少し、2005-2006シーズン中にASローマ時代の恩師である、ファビオ・カペッロ率いるユヴェントスへの移籍が内定。（カペッロはザネッティを「世界最高のセンターハーフ」と評していた。）
その後、カルチョ・スキャンダルの影響でカペッロのレアル・マドリード行きが決定すると、ザネッティ自身にも移籍の噂が立ったが、結局はセリエBに降格したユヴェントスに残留することを決意。ダブルボランチの一角として、主力が大量に離脱したユヴェントスの中盤を支えている。2007-2008シーズンはチーム最多のアシスト数を記録し、ユヴェントスのUEFAチャンピオンズリーグ復帰に貢献した。
2009年8月に古巣のフィオレンティーナに2年契約(1年の延長付)で13年振りに復帰。同クラブには本人の下部組織時代にも所属し、「チャンピオンズリーグ出場登録メンバー内に、21歳以前に3年以上自クラブの下部組織に所属した選手を4人登録させる」というUEFAが定める規定を満たしており、事実、移籍後すぐに前述のメンバーに登録された。
2011年1月にブレシアへ移籍した。翌2011-12シーズン中にクラブとの契約を解消し、現役を引退した。

## 代表歴

### 出場大会
- イタリア代表
  - 2002 FIFAワールドカップ (ベスト16)

### 試合数
- 国際Aマッチ 17試合 1得点（2001年-2004年）[3]

| イタリア代表 | 国際Aマッチ | 国際Aマッチ |
| 年           | 出場        | 得点        |
| ------------ | ----------- | ----------- |
| 2001         | 1           | 0           |
| 2002         | 7           | 0           |
| 2003         | 7           | 1           |
| 2004         | 2           | 0           |
| 通算         | 17          | 1           |